# Blefaroptosi
La blefaroptosi o ptosi palpebrale è la diminuzione dell'apertura palpebrale in senso verticale per abbassamento della palpebra superiore come conseguenza di un deficit anatomico e/o funzionale del relativo muscolo elevatore.

## Eziologia
La ptosi palpebrale può essere:
- congenita, in caso di difetti del muscolo elevatore della palpebra, in caso di paralisi del III nervo cranico o in caso di malattie sistemiche quali la sindrome di Bernard-Horner o il fenomeno di Marcus-Gunn;
- acquisita, come nella miastenia gravis, nella distrofia miotonica, nella distrofia oculofaringea, nell'oftalmoplegia cronica esterna progressiva, oppure come conseguenza di un trauma fisico o della presenza di una massa infiammatoria o cicatriziale;
- pseudoptosi, quando l'apparente ptosi è il risultato di ipotropia, eccesso di cute o ridotto volume dell'orbita oculare.

## Trattamento
Il trattamento, nei casi in cui non sia possibile eliminare la causa della ptosi palpebrale, prevede l'intervento chirurgico.